# Leone Colonna
Leone Colonna (Roma, 1952 – Amelia, 1999) è stato uno sceneggiatore italiano.

## Biografia
Figlio di Golfiero Colonna, che negli anni '60 insieme con Folco Quilici ha realizzato documentari ambientati a Tahiti e ai Caraibi, come L'ultimo paradiso e Ti-Koyo e il suo pescecane.
Leone Colonna inizia la sua attività negli anni '70, con lo sceneggiatore Rodolfo Sonego, l'autore preferito da Alberto Sordi.
Collabora alla sceneggiatura de Lo scopone scientifico (1972) di Luigi Comencini.
Tra i film da lui sceneggiati Il gatto (1977), sempre di Luigi Comencini, L'attenzione (1984), di Giovanni Soldati oltre ad Appuntamento a Liverpool (1988) di Marco Tullio Giordana e La grande quercia (1997) di Paolo Bianchini, presentato al Festival di Berlino di quell'anno. 
Fra le altre cose ha scritto SuperAndy - Il fratello brutto di Superman (1979) di Paolo Bianchini.
Tra gli altri film da lui sceneggiati prima della sua morte insieme a Marco Tullio Giordana ed Enzo Ungari, vi è Sanguepazzo film del 2008 con Monica Bellucci, Luca Zingaretti e Alessio Boni, presentato fuori concorso al Festival di Cannes 2008.
Per la televisione, le serie Avventure africane di un bersagliere ciclista, di Giorgio Moser, Fratello mio (1996), la miniserie Un prete tra noi (1997) di Giorgio Capitani e Lodovico Gasparini e Provincia segreta (1998), di Francesco Massaro.
Al momento della sua scomparsa stava scrivendo, insieme al regista Luciano Manuzzi, due sceneggiature per la televisione: Noi giovani e Provincia segreta 2.

## Filmografia
- SuperAndy - Il fratello brutto di Superman, regia di Paolo Bianchini (1979), soggetto e sceneggiatura
- L'attenzione, regia di Giovanni Soldati (1985), sceneggiatura
- Appuntamento a Liverpool, regia di Marco Tullio Giordana (1988), soggetto e sceneggiatura
- La grande quercia, regia di Paolo Bianchini (1997), soggetto e sceneggiatura
- Un prete tra noi, regia di Giorgio Capitani (1997), soggetto
- Amico mio 2, regia di Paolo Poeti (1998), soggetto
- Provincia segreta, regia di Francesco Massaro (1998)
- Sanguepazzo, regia di Marco Tullio Giordana (2008)